# Krásný Les (kraj liberecki)
Krásný Les – gmina w Czechach, w powiecie Liberec, w kraju libereckim. Według danych z dnia 1 stycznia 2014 liczyła 428 mieszkańców.